# 22171 Choi
22171 Choi è un asteroide della fascia principale. Scoperto nel 2000, presenta un'orbita caratterizzata da un semiasse maggiore pari a 2,5766357 UA e da un'eccentricità di 0,0889895, inclinata di 8,43016° rispetto all'eclittica.